# Richard Maxfield
Richard Vance Maxfield, né le 2 février 1927 et mort le 27 juin 1969, est un compositeur de musique instrumentale, électro-acoustique et électronique. 

## Biographie
Né à Seattle, Richard Maxfield étudie à l'université Stanford ainsi qu'à l'université de Californie à Berkeley (notamment avec Roger Sessions) ; il se forme également auprès d'Ernst Křenek à Los Angeles. Un prix de la fondation Hertz lui permet de voyager en Europe, où il rencontre Pierre Boulez, Karlheinz Stockhausen et Luigi Nono. En 1953, il étudie auprès d'Aaron Copland à Tanglewood, puis en 1954-1955, à l'université Princeton avec Roger Sessions et son élève Milton Babbitt. Une bourse du programme Fulbright lui permet de vivre en Europe de 1955 à 1957 : il étudie auprès de Luigi Dallapiccola et Bruno Maderna, cohabite pendant une brève période avec Hans Werner Henze et rencontre John Cage et David Tudor. 
Pendant cette période, il compose des œuvres de musique instrumentale de style néoclassique, avant d'adopter des techniques dodécaphoniques. En 1958, il participe aux cours de John Cage à la New School for Social Research. Il y enseigne en 1959, devenant le premier Américain à enseigner la musique purement électronique, ne s'appuyant pas sur des enregistrements de musique instrumentale. Il met au point par la suite des techniques de composition utilisant des bandes magnétiques, qui sont décisives dans l'évolution de son style. Il introduit, entre autres innovations, l'interprétation simultanée de solos instrumentaux et d'enregistrements basés sur des échantillons interprétés par le même soliste, la modification des enregistrements avant chaque interprétation de façon que les pièces ne soient pas fixées dans une forme unique, ainsi que l'utilisation de la touche « effacer » du magnétophone comme source sonore. Il participe à Fluxus, et organise des concerts dans le cadre de ce mouvement, dans le loft de Yoko Ono, avec La Monte Young, dont il est proche. Il a enregistré un grand nombre de pièces électroniques minimalistes, mais peu d'entre elles ont connu une diffusion commerciale. 
En 1967, il laisse son matériel d'enregistrement et ses participations à son ami Walter De Maria. Il s'installe d'abord à San Francisco, où il enseigne à l'université d'État de San Francisco, puis à Los Angeles, où, souffrant de problèmes d'addiction aux stupéfiants qui vont en s'aggravant, il se suicide en 1969, en sautant par une fenêtre de l’hôtel Figueroa à l’âge de 42 ans. 